# Méliphage toulou
Gymnomyza aubryana
Espèce
Statut de conservation UICN

 CR C2a(ii) : 
En danger critique
Le Méliphage toulou (Eugymnomyza aubryana, anciennement Gymnomyza aubryana) est une espèce de passereaux de la famille des Meliphagidae.
Son épithète spécifique est attribué à l'administrateur colonial Charles Eugène Aubry-Lecomte (1821-1879).

## Description
Il ressemble superficiellement à un corbeau avec son plumage noir brillant. Il a toutefois des caroncules orange. Il a de longues ailes arrondies, une longue queue et un long cou. Le bec est long et bicolore, jaune dessous, noir dessus. Il a un cri fort.

## Répartition et habitat
Il est endémique en Nouvelle-Calédonie où il vit dans les forêts humides sur les collines.

## Comportement
Il est relativement discret et vit seul ou en couple.

## Alimentation
Il recherche sa nourriture, des invertébrés et du nectar, dans la canopée et l'étage moyen.

## Population et conservation
Cet oiseau est en voie de disparition en raison des rats. On le trouve dans toute l'île, mais surtout dans le sud. On estime qu'il reste entre 50 et 250 individus.